# Thornton, Leicestershire
Thornton är en by i civil parish Bagworth & Thornton, i distriktet Hinckley and Bosworth, i grevskapet Leicestershire i England. Byn är belägen 12,3 km från Leicester. Orten har 1 014 invånare (2015). Thornton var en civil parish fram till 1935 när blev den en del av Bagworth. Civil parish hade 711 invånare år 1931.